# 극장판 포켓몬스터 베스트위시: 비크티니와 흑의 영웅 제크로무·비크티니와 백의 영웅 레시라무 뮤직 컬렉션
《비크티니와 흑망의 영웅 제크로무·비크티니와 백의 영웅 레시라무 뮤직 컬렉션》(일본어: 劇場版ポケットモンスター_ベストウイッシュ_ビクティニabcsと黒き英雄_ゼクロム・白き英雄_レシラム_ミュージックコレクション)은 피카츄레코드, 미디어팩토리에서 발매한 음악 컬렉숀.

## 곡 목록

### 제크로무
1. 전설이라고하는 포켓몬, 레시라무
2. 타이틀 테마 2011 (제크로무 Ver)
3. 도착
4. 개막! 추수 감사절 기념 배틀
5. 베스트 위시! (영화 버전| 극장판 포켓몬스터 베스트위시 "비크티니와 흑의 영웅 제크로무" "비크티니과 백의 영웅 레시라무"오프닝 테마)
6. 뚜꾸리 불꽃세례다!
7. 혹시 비크티니?
8. 마카롱에 이끌려
9. 비크티니와 함께
10. 결계
11. 지우와 비크티니
12. 대지의 검의 전설
13. 커다란 용의 돌
14. 임금님의 결의
15. 임금님과 비크티니
16. 대지의 향
17. 설득의 여행
18. 진실의 레시라무
19. 호의 기둥 시동
20. 검의 성 부상
21. 이상과 진실
22. 제크로무를 찾아서
23. 지우의 시련
24. 지우의 이상
25. 골루그 VS 레시라무
26. 제크로무 VS 레시라무
27. 비크티니 구출
28. 대지의 분노
29. 용맥역류
30. 검의 성 통제불능!
31. V 제네레이트
32. 용맥을 진정시켜
33. 물가
34. 비크티니의 소원
35. 주 - 하늘 -(극장판 포켓몬스터 베스트위시 "비크티니와 흑의 영웅 제크로무"주제가)

### 레시라무
1. 이상의 제크로무
2. 전설이라고하는 포켓몬, 제크로무
3. 타이틀 테마 2011 (레시라무 Ver)
4. 아인트호벤 오크에
5. 지우 날았다!
6. 대지의 검의 성
7. 성의 복구사람, 드레드
8. 아인트호벤 오크의 추수 감사절
9. 승리 포켓몬의 전설
10. 개막! 추수 감사절 기념 배틀 (레시라무 Ver)
11. 뚜꾸리 불꽃세례이다! (레시라무 Ver)
12. 혹시 비크티니? (레시라무 Ver)
13. 비크티니 나타나다
14. 대지의 고향의 전설 (레시라무 Ver)
15. 임금님과 비크티니 (레시라무 Ver)
16. 대지의 백성
17. 과수원의 친구들
18. 설득의 여행 (레시라무 Ver)
19. 대지의 향 (레시라무 Ver)
20. 천년의 꿈
21. 지우의 약속
22. 호의 기둥 시동 (레시라무 Ver)
23. 검의 성 부상! (레시라무 Ver)
24. 진실과 이상
25. 지우의 시련 (레시라무 Ver)
26. 지우의 진실
27. 검의 성 통제 불능!
28. 용맥을 진정시켜 (레시라무 Ver)
29. 바다와 마카롱
30. 무지개 저편에
31. 향 - 태양 -(극장판 포켓몬스터 베스트 위시 "비크티니과 백의 영웅 레시라무"주제가)